# Stadion Brühl
Stadion Brühl – stadion piłkarski w Grenchen, w Szwajcarii. Został otwarty w 1927 roku. Obiekt może pomieścić 10 964 widzów, z czego miejsc siedzących jest 1964. Swoje spotkania na stadionie rozgrywają piłkarze klubu FC Grenchen.